# 대신면
대신면(大神面)은 경기도 여주시의 면이다.

## 개요
대신면은 오학동에서 동북방향으로 약 15km 지역에 위치하며, 양평군의 개군면, 지평면과 인접한 접경지역으로서 동으로는 북내면, 남서로는 9개리가 남한강을 경계로 세종대왕면, 흥천면, 금사면과 접하고 있다. 주요 농산품으로는 남한강 주변의 비옥한 토질에서 생산되는 고구마와 쌀 등이 있으며, 특히 밤고구마는 전국적으로 유명한 특산품이다. 신라시대의 파사산성 등 문화유적이 산재하고 이포보, 천서리 막국수촌 등 관광 자원도 풍부하다.

## 법정리
- 후포리(後浦里)
- 당산리(堂山里)
- 당남리(塘南里)
- 가산리(加山里)
- 천남리(川南里)
- 천서리(川西里)
- 하림리(下林里)
- 상구리(上九里)
- 장풍리(長豊里)
- 옥촌리(玉村里)
- 윤촌리(潤村里)
- 도롱리(道弄里)
- 계림리(桂林里)
- 송촌리(松村里)
- 초현리(草峴里)
- 보통리(甫通里)
- 율촌리(栗村里): 면행정복지센터 소재지
- 무촌리(茂村里)
- 양촌리(楊村里)

## 교육기관
- 창명여자중학교
- 경기관광고등학교
- 대신초등학교 (율촌리)
- 송촌초등학교 (송촌리)
- 천남초등학교 (천남리)